# Municipio de Eddy (Minnesota)
El municipio de Eddy (en inglés: Eddy Township) es un municipio ubicado en el condado de Clearwater en el estado estadounidense de Minnesota. En el año 2010 tenía una población de 339 habitantes y una densidad poblacional de 3,68 personas por km².

## Geografía
El municipio de Eddy se encuentra ubicado en las coordenadas 47°37′31″N 95°28′45″O / 47.62528, -95.47917. Según la Oficina del Censo de los Estados Unidos, el municipio tiene una superficie total de 92.2 km², de la cual 90,49 km² corresponden a tierra firme y (1,85 %) 1,71 km² es agua.

## Demografía
Según el censo de 2010, había 339 personas residiendo en el municipio de Eddy. La densidad de población era de 3,68 hab./km². De los 339 habitantes, el municipio de Eddy estaba compuesto por el 96,76 % blancos, el 0,29 % eran amerindios, el 0,88 % eran asiáticos y el 2,06 % eran de una mezcla de razas. Del total de la población el 0 % eran hispanos o latinos de cualquier raza.